# East Knoyle
East Knoyle – wieś w Anglii, w hrabstwie Wiltshire. Leży 27 km na zachód od miasta Salisbury i 151 km na zachód od Londynu.